# زندگی من (ترانه ۵۰ سنت)
«زندگی من» (به انگلیسی: My Life) عنوان ترانه‌ای از ۵۰ سنت، خواننده رپ آمریکایی است که در سال 2012  میلادی و با حضور امینم و آدام لوین (مارون 5) منتشر شد.
تولید کننده این ترک Symbolyc One بوده.
در ابتدا این آهنگ قرار بود به عنوان دومین ترک رسمی از پنجمین آلبوم رسمی 50 سنت به نام Street King Immortal باشد که بعدا از این پروژه حذف شد.
این آهنگ در ایستگاه رادیویی Hot 97 اجرا شد و در تاریخ 26 نوامبر 2012 در iTunes Store برای پخش و دانلود در دسترس قرار گرفت.
در حال حاضر این اثر یک سینگل ترک می باشد.